# Список пусковых участков и новых станций Ташкентского метрополитена

В этом списке приводятся все пусковые участки новых перегонов и новых станций Ташкентского метрополитена. Указаны только построенные участки, без строящихся и проектируемых. 

## Список переименованных станций, являвшихся или являющихся конечными
- Сабир Рахимов — Алмазар (2010)
- Октябрьской революции — Амир Темур Хиёбони
- Максима Горького — Буюк Ипак Йули
- Чкаловская — Дустлик (2012)
- Хабиб Абдуллаев — Шахристан (2015)

| Линия | Участок                             | Дата            | Станций | Длина (км) | Станций всего | Длина всего |
| ----- | ----------------------------------- | --------------- | ------- | ---------- | ------------- | ----------- |
| 1     | Алмазар — Амир Темур хиёбони        | 6 ноября 1977   | 9       | 12,2       | 9             | 12,2        |
| 1     | Амир Темур хиёбони — Буюк Ипак Йули | 18 августа 1980 | 3       | 4,6        | 12            | 16,8        |
| 2     | Алишера Навои — Ташкент             | 7 декабря 1984  | 5       | 4,8        | 17            | 21,6        |
| 2     | Ташкент — Дустлик                   | 6 ноября 1987   | 2       | 3,3        | 19            | 24,9        |
| 2     | Алишера Навои — Чорсу               | 6 ноября 1989   | 2       | 2,4        | 21            | 27,3        |
| 2     | Чорсу — Беруни                      | 30 апреля 1991  | 2       | 3,8        | 23            | 31,1        |
| 3     | Шахристан — Минг Урик               | 26 октября 2001 | 6       | 6,4        | 29            | 37,5        |
| 3     | Туркистон — Шахристан               | 29 августа 2020 | 2       | 2,9        | 31            | 40,4        |
| 4     | Дустлик-2 — Куйлюк                  | 30 августа 2020 | 7       | 11         | 38            | 51,4        |
| 1     | Алмазар — Кипчак                    | 26 декабря 2020 | 5       | 6,9        | 43            | 59,5        |
| 4     | Куйлюк - Строителей                 | 25 апреля 2023  | 5       | 8,5        | 48            | 67,2        |
| 4     | Строителей - Кипчак                 | 11 марта 2024   | 2       | 3,3        | 50            | 70,8        |